# Nigdzie (film 2023)
Nigdzie (ang. Nowhere) – hiszpański thriller z 2023 roku w reżyserii Alberta Pintó. W rolach głównych wystąpili Anna Castillo i Tamar Novas. Zdjęcia kręcono m.in. w porcie w Tarragonie.
Film miał swoją premierę 29 września 2023 na platformie Netflix.

## Fabuła
Mia i Nico uciekają z ogarniętej dyktaturą i kryzysem Hiszpanii drogą morską ukrywając się w kontenerze. Gdy zostają przymusowo rozdzieleni, a gwałtowany sztorm spycha jeden kontenerów na środek morza znajdująca się w nim kobieta musi walczyć o przetrwanie.

## Obsada
- Anna Castillo jako Mia
- Tamar Novas jako Nico